# Xenopseustis poecilastis
Xenopseustis poecilastis är en fjärilsart som beskrevs av Edward Meyrick 1897. Xenopseustis poecilastis ingår i släktet Xenopseustis och familjen nattflyn. Inga underarter finns listade i Catalogue of Life.